# Rota 11 (Paraguai)
A Rota Número 11, conhecida como Rota 11 e cuja denominação oficial é Rota Nacional N° 11 "Juana de Lara", é uma rota nacional do Paraguai que une as cidades de San Pedro del Ycuamandiyú, (San Pedro) com Capitán Bado, (Amambay). Sua extensão total é de 228 quilômetros.

## Municípios atravessados pela rodovia

### NoDepartamento de San Pedro
- km 0 - Antequera
- km 21 - San Pedro del Ycuamandiyú
- km 60 - Nueva Germania
- km 87 - Aguaray

### NoDepartamento de Amambay
- km 228 - Capitán Bado